# Cyphomyrmex daguerrei
Cyphomyrmex daguerrei är en myrart som beskrevs av Santschi 1933. Cyphomyrmex daguerrei ingår i släktet Cyphomyrmex och familjen myror. Inga underarter finns listade i Catalogue of Life.